# سان خوستو د لا بخا
سان خوزتو دلا ویا (به اسپانیایی: San Justo de la Vega) یکی از دهستان‌های اسپانیا است که در استان لئون، اسپانیا واقع شده‌است.

## خصوصیات
سان خوزتو دلا ویا ۴۸٫۳۹ کیلومترمربع مساحت و ۲٬۰۵۴ نفر جمعیت دارد و ۸۴۵ متر بالاتر از سطح دریا واقع شده‌است.